# Triumph Adventurer
 (février 2023).
L'Adventurer est un modèle de moto construit par la firme britannique Triumph.
L'Adventurer apparaît en concession en juin 1996 et restera au catalogue jusqu'en 2001. Elle se positionne dans la catégorie Custom.
Elle est conçue d'après une base de Thundebird. Le moteur est le trois cylindre en ligne de 885 cm3, offrant la puissance de 70 chevaux à 8 000 tr/min.
Les freins sont identiques à ceux de la Thunderbird, à savoir de simples disques à l'avant et à l'arrière, respectivement de 320 et 285 mm de diamètre, pincés par des étriers Nissin à deux pistons.
L'Adventurer est livrée en série avec une selle monoplace. Un strapontin et une selle biplace sont néanmoins disponibles en option. Une gamme d'accessoire est disponible, dont des sacoches latérales.
En 1998, les carburateurs Keihin sont remplacés par des Mikuni, l'amortisseur Kayaba est remplacé par un Showa.
Elle peut également être bridée à 34 chevaux.